# Calella
Calella è un comune spagnolo di 18 034 abitanti della provincia di Barcellona, nella comunità autonoma della Catalogna. È situato nella comarca del Maresme.
Calella è ubicata a 56 km da Barcellona e a 25 km da Mataró, capoluogo della comarca.
Negli ultimi decenni dello scorso secolo Calella ha avuto un rapido sviluppo turistico, iniziato negli anni '50, e culminato nei decenni '70 - '80 e '90.
I principali flussi turistici provenivano dalla Germania, tanto che la località fu popolarmente ribattezzata Calella dels alemanys (Calella dei tedeschi). La popolazione estiva arrivava ad essere il triplo di quella invernale.
Attualmente il turismo è diversificato e proviene principalmente dall'Europa occidentale (Italia e Gran Bretagna su tutte, ma anche Germania, Paesi Bassi e Francia), ma sono presenti anche numerosi turisti dell'est Europa (Repubblica Ceca, Slovacchia e Polonia).
Luoghi di interesse, oltre alle spiagge, sono la Plaça del Bunyol, le vecchie torri del telegrafo, il Parc Dalmau e il lungomare Manuel Puigverd.

## Galleria d'immagini

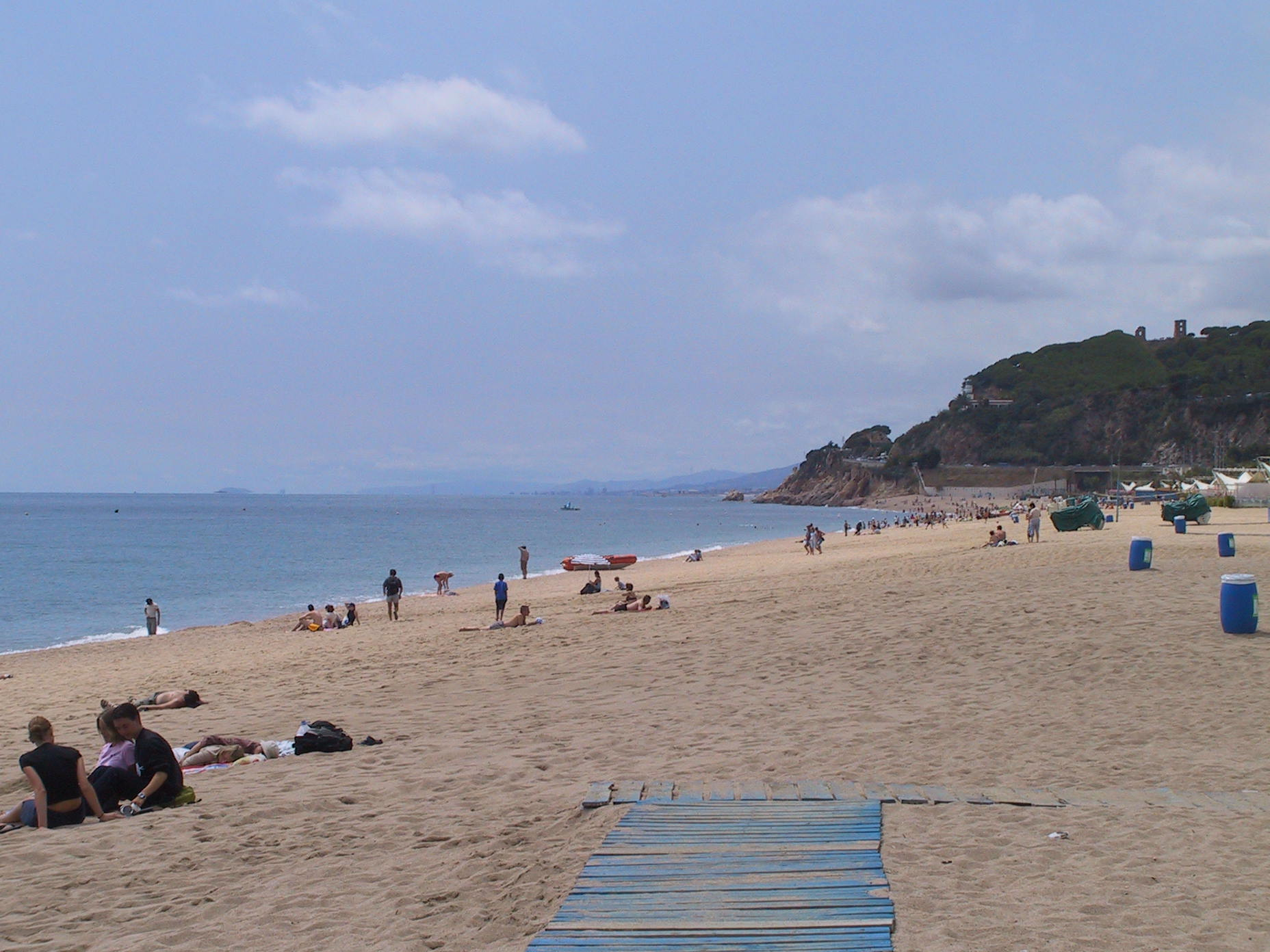
la spiaggia
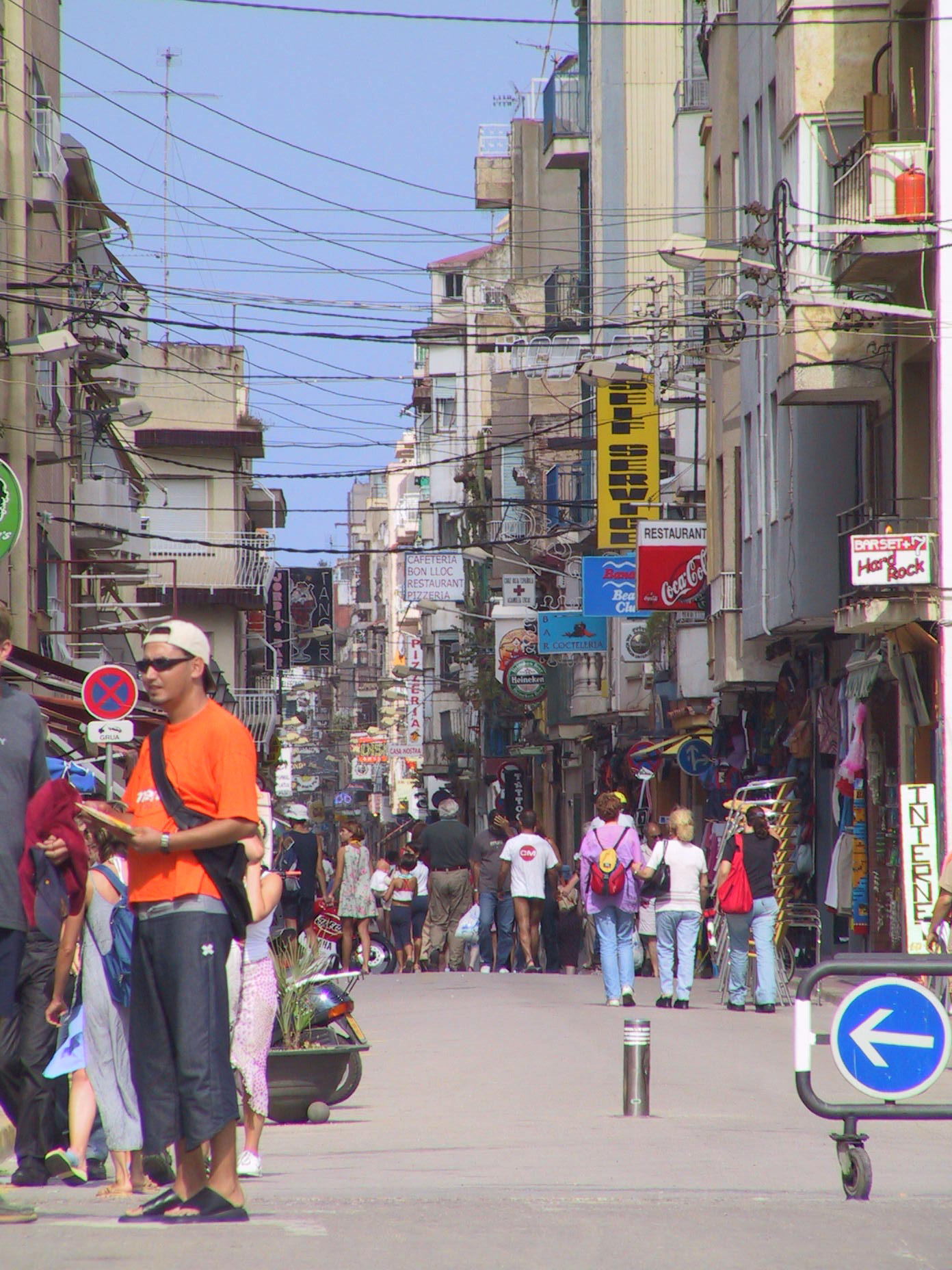
il centro